# La Roue Tourangelle 2012
La Roue Tourangelle 2012, undicesima edizione della corsa e valida come evento dell'UCI Europe Tour 2012 categoria 1.2, si svolse il 18 marzo 2012 su un percorso totale di circa 192 km. Fu vinta dal russo Viačeslav Kuznecov che terminò la gara in 4h28'37", alla media di 42,88 km/h.
Al traguardo 71 ciclisti portarono a termine il percorso.

## Squadre e corridori partecipanti
| N.    | Cod. | Squadra                        |
| ----- | ---- | ------------------------------ |
| 1-8   | EUC  | Team Europcar                  |
| 11-18 | PWC  | Pôle Continental Wallon        |
| 21-28 | CMD  | Colba-Superano Ham             |
| 41-48 | UKY  | Team UK Youth                  |
| 51-58 | BGT  | Bridgestone-Anchor             |
| 61-68 | CCD  | Differdange-Magic-sportfood.de |
| 71-78 | PBC  | Plussbank-BMC                  |
| 81-88 | CCC  | CCC Polsat Polkowice           |

| N.      | Cod. | Squadra                   |
| ------- | ---- | ------------------------- |
| 91-98   | TIK  | Itera-Katusha             |
| 101-108 | ARH  | Atlas Personal-Jakroo     |
| 121-128 | BUR  | Burgos BH-Castilla y Leon |
| 131-138 | LOK  | Lokosphinx                |
| 141-148 |      | Guidon Chalettois         |
| 151-158 |      | Vendée U                  |
| 171-178 | FWB  | Idemasport-Biowanze       |
| 181-188 | AUB  | Auber 93                  |

## Ordine d'arrivo (Top 10)
| Pos. | Corridore           | Squadra       | Tempo    |
| ---- | ------------------- | ------------- | -------- |
| 1    | Viačeslav Kuznecov  | Itera-Katusha | 4h28'37" |
| 2    | Rafaâ Chtioui       | Europcar      | s.t.     |
| 3    | Igor' Boev          | Itera-Katusha | s.t.     |
| 4    | Evgenij Šalunov     | Lokosphinx    | a 2"     |
| 5    | Loïc Vliegen        | Idemasport    | s.t.     |
| 6    | Andrej Solomennikov | Itera-Katusha | a 18"    |
| 7    | Aleksej Kun'šin     | Lokosphinx    | s.t.     |
| 8    | Sergej Šilov        | Lokosphinx    | s.t.     |
| 9    | Olivier Pardini     | Colba         | s.t.     |
| 10   | Manuel Antón        | Burgos BH     | s.t.     |